# Grabów (Pisarzowice)
Grabów – część wsi Pisarzowice w Polsce, położona w województwie śląskim, w powiecie gliwickim, w gminie Toszek, przy drodze krajowej 94.
W latach 1975–1998 Grabów administracyjnie należał do województwa katowickiego.